# Cizalladura del viento

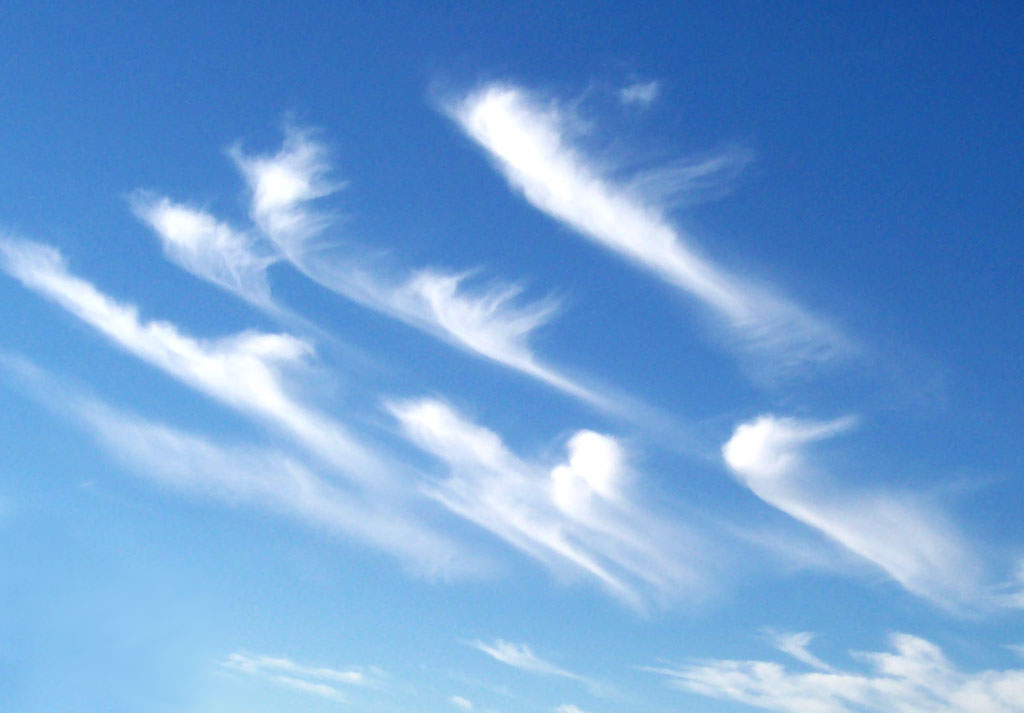
Los cirros a gran altitud muestran el efecto de la cizalladura del viento.

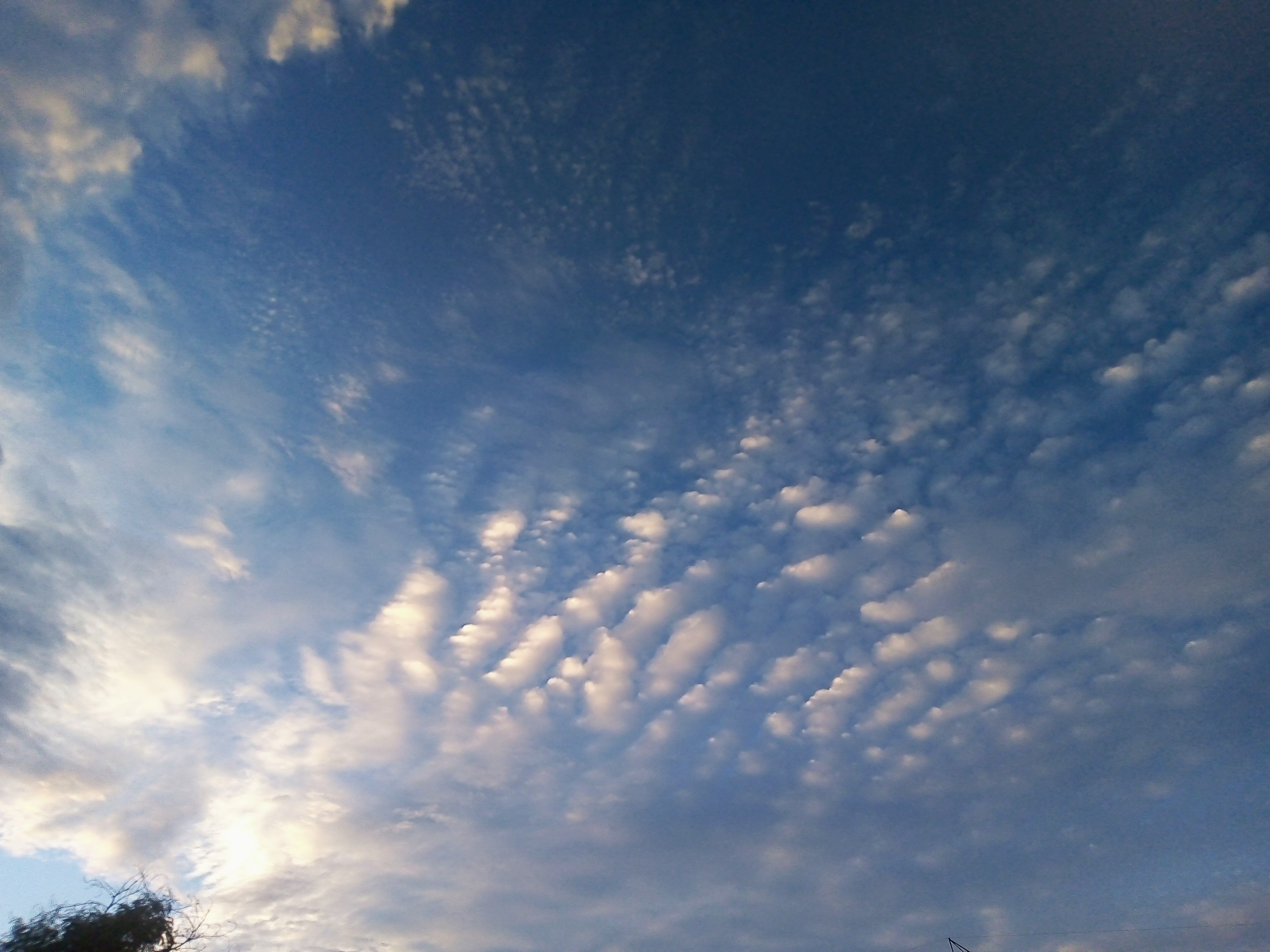
Nubes undulatus del género cirrocumulus y altocumulus causados por cizalladura superior

La cizalladura o cortante del viento es la diferencia en la velocidad del viento o su dirección entre dos puntos, relativamente cercanos entre sí, en la atmósfera terrestre. Dependiendo de si los dos puntos están a diferentes altitudes o en diferentes localizaciones geográficas, la cizalladura puede ser vertical u horizontal. 
La cizalladura del viento puede afectar a la velocidad de vuelo de un avión durante el despegue y el aterrizaje de forma desastrosa. Ahí se puede observar una explicación respecto a la cizalladura vertical: el gradiente del viento. También es un factor dominante que determina la severidad de las tormentas. Una amenaza adicional son las turbulencias asociadas frecuentemente con la cizalladura. También influye sobre el desarrollo de los ciclones tropicales.
Las situaciones atmosféricas en las que se observa cizalladura son:
- Frentes y sistemas frontales: Se observa cizalladura de importancia cuando la diferencia de temperatura a lo largo del frente es de 5 °C o más, y se mueve a 15 nudos o más rápido. Dado que los frentes son un fenómeno de tres dimensiones, la cizalladura frontal puede observarse a cualquier altura entre la superficie y la tropopausa.
- Obstáculos para el flujo: Cuando el viento sopla desde la dirección de las montañas, se observa cizalladura vertical en la ladera.
- Inversiones térmicas: Cuando en una noche despejada y tranquila, se forma una inversión en la radiación cerca de superficie, la fricción no afecta al viento por encima de la misma. El cambio, en el viento puede ser de 90 grados en dirección y 40 nudos en velocidad. Incluso se puede observar una corriente de bajo nivel nocturna. Las diferencias de densidad pueden causar problemas adicionales para la aviación.